# جائزة موناكو الكبرى 1986
جائزة موناكو الكبرى 1986 هو سباق فورمولا 1 أقيم بتاريخ 11 مايو 1986 في حلبة موناكو، مونت كارلو. كان الرابع من أصل 16 في بطولة العالم لسباقات الفورمولا واحد موسم 1986. حلّ الفرنسي ألن بروست أولا بينما جاء الفنلندي كيكي روزبرغ في المركز الثاني وحصل على المركز الثالث البرازيلي آيرتون سينا.